# إن جي سي 621 (مجرة)
NGC 621 هي مجرة في كوكبة المثلث.